# Nenad Bilbija
Nenad Bilbija (* 6. Februar 1984 in Celje) ist ein slowenischer Handballspieler. Er spielte in der deutschen Bundesliga.

## Karriere
Bilbija, der an einer Rot-Grün-Sehschwäche leidet, begann seine Handballkarriere in seiner Heimatstadt beim RK Celje. Mit Celje wurde er 2004 und 2005 slowenischer Meister und gewann 2004 die EHF Champions League.
2005 wechselte Bilbija nach Spanien, wo er zunächst beim Zweitligisten CB Cangas und anschließend bei Bidasoa Irún unter Vertrag stand. Nach dem Abstieg von Bidasoa aus der Liga ASOBAL, wechselte er zum Spitzenclub BM Valladolid. Mit Valladolid gewann er 2009 den Europapokal der Pokalsieger und spielte in den Spielzeiten 2009/10 und 2010/11 in der EHF Champions League.
Im Sommer 2011 zog es Bilbija nach Deutschland, wo er beim Zweitligisten GWD Minden unterschrieb. In der Saison 2011/12 kam er aufgrund einer Verletzung der Achillessehnen nur auf 21 Einsätze, in denen ihm 91 Treffer gelangen. Am Ende der Saison stieg er mit Minden als Zweitliga-Meister in die Bundesliga auf. Nachdem Bilbija mit Minden in der Saison 2015/16 in der 2. Bundesliga antrat, kehrte er anschließend wieder in die Bundesliga zurück. Im Sommer 2018 schloss er sich dem deutschen Drittligisten Handball Hannover-Burgwedel an, wo er ab 2019 mit Marius Kastening und Kay Behnke das Spielertrainer-Team bildete. 2022 wechselte er zum Landesligisten HSG Löhne/Obernbeck.

## Bundesligabilanz
| Saison    | Verein     | Spielklasse | Spiele | Tore | 7-Meter | Feldtore |
| --------- | ---------- | ----------- | ------ | ---- | ------- | -------- |
| 2012/13   | GWD Minden | Bundesliga  | 27     | 144  | 0       | 144      |
| 2013/14   | GWD Minden | Bundesliga  | 33     | 150  | 0       | 150      |
| 2012–2014 | gesamt     | Bundesliga  | 60     | 294  | 0       | 294      |